# هیپی سبوتاج
هیپی سبوتاج نام گروه دو نفره رقص الکترونیک آمریکایی است که در ساکرامنتو و توسط دو برادر به نام‌های کوین و جف سوارر پایه گذاری شد. آنها سابقه همکاری با الی گولدینگ و تو لو را دارند.

## آلبوم‌شناسی
- ماشین‌سوار - ۲۰۱۷
- مخادات- ۲۰۱۶
- گزینه‌ها (آلبوم چندآهنگه) - ۲۰۱۶
- مشیت - ۲۰۱۶
- آلبوم آفتابی- ۲۰۱۴
- جانی طولانی وتر (آلبوم چندآهنگه) - ۲۰۱۴
- خالی‌ها (آلبوم چندآهنگه) - ۲۰۱۳